# 王瑜 (明)
王 瑜（おう ゆ、洪武15年（1382年）- 正統4年8月17日（1439年9月24日））は、明代の官僚・軍人。字は廷器。本貫は淮安州山陽県。

## 生涯
王銘の三男として生まれた。総旗として趙王府に属した。永楽21年（1423年）、常山護衛指揮の孟賢らと宦官の黄儼が結んで、永楽帝を殺害し、皇太子朱高熾を廃位して趙王朱高燧を立てようと計画した。その仲間の高正は王瑜の舅であり、計画をひそかに王瑜に告げた。王瑜は驚いて、一族を滅ぼす計画に加担してはいけないと、涙を流して諫めたが、高正は聞き入れなかった。高正が計画の漏れるのを恐れて、王瑜を殺そうとしたので、王瑜は宮殿に駆け込んで廃立の計画を告発した。調査審問により証拠が集まり、孟賢らは全員処刑され、王瑜は遼海衛千戸の位を受けた。永楽22年（1424年）、洪熙帝が即位すると、王瑜は錦衣衛指揮同知に抜擢された。
宣徳8年（1433年）3月、王瑜は左軍都督僉事指揮同知となった。11月、都指揮僉事となり、副総兵とされた。陳瑄に代わって淮安に駐屯し、運河の水運を監督した。正統2年（1437年）10月、左副総兵となり、左軍都督僉事に累進した。
正統4年8月17日（1439年9月24日）、通州の駅館で死去した。享年は58。